# Fenomenale
Fenomenale è un singolo della cantautrice italiana Gianna Nannini, pubblicato il 15 settembre 2017 come primo estratto dal diciannovesimo album in studio Amore gigante.

## Tracce
Testi e musiche di Gianna Nannini e Davide Petrella.
1. Fenomenale – 3:26

## Classifiche
| Classifica (2017) | Posizione massima |
| ----------------- | ----------------- |
| Italia            | 79                |